# Иваницкий, Николай Александрович
Никола́й Алекса́ндрович Ивани́цкий (1847, Тотьма Вологодской губернии — 11 ноября 1899, Никольск-Уссурийский) — русский этнограф-фольклорист, краевед, очеркист, поэт и переводчик, ботаник.

## Биография
Родился в семье изобретателя и писателя Александра Ивановича Иваницкого, племянник писателя и педагога Николая Иваницкого. В трехлетнем возрасте остался сиротой. Воспитанием сына занималась мать, Шарлотта Августовна, урождённая Гейне, у которой получил хорошие знания немецкого языка и интерес к литературе.
В 1858 году вместе с семьёй переехал в Петербург. После окончания гимназии поступил в военно-юридическое училище. Не успев завершить первого курса, был арестован, заключëн в тюрьму, а затем выслан из столицы в Тотьму под гласный надзор местных властей и негласный — агентов политического сыска.
До Тотьмы некоторое время жил в Вологде, где сошëлся с ссыльными народниками Николаем Шелгуновым и Петром Лавровым, идейными лидерами революционного движения 1860-х годов. Устроился домашним учителем, занялся самообразованием.

Занимаясь ревностно английским языком, я прошёл вместе с тем основательно арифметику, геометрию и даже алгебру, переделал по этим предметам сотни задач, повторил географию, историю, зоологию, минералогию, ботанику, затем принялся за чтение русских писателей и, благодаря училищной библиотеке, прочёл их всех, начиная с Кантемира, прошёл теорию словесности, занимался и французским языком по часу в день регулярно… Вставал я аккуратно в 6 часов (хотя бы перед тем пришлось лечь в 2 ч. утра, что бывало). Напившись чаю, садился к столу и занимался до полудня. В полдень совершал прогулку по комнате версты две (по улицам я никогда не любил гулять), затем обедал, опять садился к столу и занимался до пяти. Если в шесть или в семь не уходил куда-нибудь в гости, то посвящал вечер тем же занятиям или чтению «посторонних» книг, обыкновенно до полуночи и никогда лежа, а всегда сидя.
В ссылке находился с конца сентября 1868 до середины мая 1870 года. Затем был переведён в Вологду, а в январе 1871 — освобождён от надзора полиции, ему разрешено было жить везде, за исключением Петербурга, Москвы и губерний, соседствующих с обеими столицами. Начались годы его скитаний. Побывал в Крыму, Екатеринославе, снова вернулся в Вологду, освоил профессию телеграфиста, служил на телеграфах в Ярославле и Вытегре, работал библиотекарем, почтмейстером в Никольске, затем — в разных учреждениях Грязовца, Устюга, Усть-Сысольска, с 1886 года жил в Кадникове. С ноября 1892 года — младший помощник правителя канцелярии архангельского губернатора. В 1893—1895 годах — служащий Кадниковской земской управы, в 1895—1899 — помощник секретаря и секретарь Олонецкой губернской земской управы в Петрозаводске, затем чиновник особых поручений Переселенческого управления Министерства внутренних дел . По собственному прошению отправился с партией крестьян-переселенцев в Уссурийский край, где и умер от тифа в городе Никольске-Уссурийском.

## Творчество и научная деятельность
Автор научных исследований о жизни крестьянства Русского Севера. В 1880-х годах его интерес сосредоточился на изучении крестьянского быта и устного народного творчества, итогом собирательской деятельности стал монументальный труд «Материалы по этнографии Вологодской губернии», который со временем занял место в ряду классических работ по традиционной народной культуре.
Занимался астрономическими наблюдениями. Им была составлена большая ботаническая коллекция, опубликован ряд научно-популярных статей и очерков, посвящённых флоре северного края России.
Публикации выходили в журналах «Известия Общества любителей естествознания, антропологии и этнографии», «Этнографическое обозрение», «Живая старина» и др.
Автор стихов, которые печатались не только в вологодских газетах, но и в петербургских журналах «Дело», «Неделя», «Наблюдатель», «Русский паломник», «Всемирная иллюстрация» и др.
Занимался переводами немецкой поэзии.

## Избранная библиография научных и литературных трудов
- Из Вологды на Печору. Путевые заметки (1882)
- Ботаническая прогулка из Вологды на Печору (1882)
- Ueber die Flora des Gouvernements Wologda (1882)
- Список растений Вологодской губернии как дикорастущих, так и возделываемых на полях и разводимых в садах и огородах (1884)
- Народные песни Вологодской губернии (Этнографический материал). Свадебные песни (1884)
- Игровые песни Вологодской губернии (Этнографический материал)
- Шуточные песни Вологодской губернии (Этнографический материал.)
- Любовные песни Вологодской губернии.
- Вологодская Печора (Из путевых записок) (1886)
- Verzeichniss der im Gouvernement Wologda. Wild-washenden Pflanzen (1889)
- Пословицы и поговорки Вологодской губернии, собранные Н. А. Иваницким (1890)
- Материалы по этнографии Вологодской губернии. Сборник сведений для изучения быта крестьянского населения России (1890)
- Гербаризация // Олонецкие губернские ведомости. 1896. 16 марта.
- Сольвычегодский крестьянин, его обстановка, жизнь и деятельность (1898)
- Записки Н. А. Иваницкого (1923)

Поэзия
- Вставала бледная заря (1871)
- Пустынными, забытыми полями
- Бедняк в изгнаньи умирал
- В окна застывшие смотрит угрюмая
- Пройдут мечты и увлеченья
- Не пой